# Chalepus trivittatus
Chalepus trivittatus es un coleóptero de la familia Chrysomelidae.
Fue descrita científicamente en 1932 por Pic.